# Stemma del Canton Grigioni
Lo Stemma del Canton Grigioni è, insieme alla bandiera omonima, lo stemma ufficiale del Canton Grigioni.

## Descrizione
Lo stemma è orizzontalmente diviso in due parti uguali,con la metà superiore divisa a sua volta verticalmente in due parti uguali. Il quarto superiore all'asta è un bicolore bianco-nero, diviso verticalmente in due parti uguali; il quarto superiore al battente è inquartato blu e giallo suddiviso da una croce a sua volta inquadrata,con i colori invertiti rispetto alla base. Nella metà inferiore, uno stambecco nero rampante in campo bianco. Lo stemma è l'unione degli stemmi dei tre membri che nel 1457 hanno costituito il Cantone attuale.

## Storia
Nel 1457 la Lega dei Grigi (stemma verticalmente bicolore bianco nero
), la Lega delle Dieci Giurisdizioni ( stemma blu e giallo suddiviso da una croce
) e la Lega della Casa di Dio (stemma dello stambecco nero
) si uniscono e fondano l'Unione delle Tre Leghe (predecessore dell'attuale cantone) ma mantenendo ognuno il proprio stemma. L'alleanza con la Confederazione elvetica nel 1498 non costituì un vero e proprio ingresso nella confederazione, che avvenne nel 1803. Con l'ingresso nella confederazione,il Cantone assume il nome di Grigioni ma lo stemma ometteva proprio il vessillo della Lega dei Grigi essendo costituita solo dalla croce nella parte superiore e dallo stambecco in quella inferiore. Nel 1936, il vessillo dei Grigi viene introdotto fino ad oggi.